# Братья Макдоналд
Ри́чард Джеймс (англ. Richard James; 20 февраля 1909 — 14 июля 1998) и Мори́с Джеймс (англ. Maurice James; 26 ноября 1902 — 11 декабря 1971), бра́тья Макдо́нальды (англ. McDonald Brothers) — американские братья, которые были основателями ресторана McDonald’s в Сан-Бернардино, штат Калифорния, и изобретателями «скоростной системы обслуживания» (Speedee Service System), теперь широко известной как «фаст-фуд».

## Карьера
В 1937 году братья Макдональды открыли киоск по продаже хот-догов в Монровии, штат Калифорния, вдохновлённые местным киоском с хот-догами, который, казалось, был единственным прибыльным предприятием в городе и который в основном обслуживал постоянных посетителей местной гоночной трассы. Однако после окончания гоночного сезона клиентов становилось очень мало.
Морис решил открыть более крупный киоск по продаже хот-догов в Сан-Бернардино, большом городе с населением около 100 000 человек преимущественно рабочего класса, расположенном примерно в 50 милях к востоку. После того, как несколько банков отказались одолжить им необходимые для открытия деньги, Bank of America наконец дал им кредит, и в 1940 году, имея капитал в 5000 долларов, они открыли ресторан для автомобилистов на углу 1398 Норт Е-стрит и 14-й Вест-стрит (34°07′32″ с. ш. 117°17′41″ з. д.).
Новый ресторан оказался неожиданно успешным предприятием, и братья вскоре зарабатывали 40 000 долларов в год. Большинство клиентов были подростками или молодыми мужчинами в возрасте от 20 лет, которые приходили туда в основном пофлиртовать с официантками, и молодыми работающими семьями в поисках дешевой еды. Братья Макдональды решили, что последние были бы идеальными клиентами, которых они хотели бы привлечь.
После пары лет работы братья начали строить планы по обновлению своей бизнес-модели, основываясь на извлеченных уроках. Один из них заключался в поиске более эффективного способа обслуживания клиентов, чем использование официанток, которые были очень медлительными и ненадежными работниками, слишком много времени тратящими на флирт с клиентами, чтобы увеличить свои чаевые. Другим уроком было наблюдение, что гамбургеры составляли бо́льшую долю от общего объема продаж. Сковородки было гораздо проще чистить, чем грили, а бургеры собирать быстрее, чем сэндвичи.
В 1948 году братья полностью перепланировали и перестроили свой ресторан в Сан-Бернардино, чтобы сосредоточиться на гамбургерах, молочных коктейлях и картофеле фри. Хотя этот новый «Макдоналдс», расположенный по тому же адресу, по-прежнему был ориентирован на то, что большинство клиентов приезжают на автомобилях, его дизайн был уникален благодаря сочетанию следующих факторов:
- Как и в предыдущих киосках братьев, внутреннее столовое помещение намеренно отсутствовало.
- Не было никаких официантов; заказы принимались у стойки регистрации, куда также доставлялась еда.
- Братья самостоятельно спроектировали кухню, используя полученные знания для создания кухни-конвейера, обеспечивающей максимальную эффективность и производительность.
- Котлеты для гамбургеров были предварительно приготовлены и хранились в тёплом виде.

Новый ресторан имел успех, и с целью заработать 1 миллион долларов до того, как им исполнится 50 лет, братья Макдональды в 1953 году начали франчайзинг своей системы, начиная с ресторана в Финиксе, штат Аризона, которым управлял Нил Фокс. Сначала они передавали в аренду только свою систему, а не название ресторана. Позже братья начали сдавать в аренду всю концепцию, с ресторанами, построенными по стандартному проекту, созданному архитектором Стэнли Кларком Местоном, и предложенными Ричардом в качестве логотипа парными Золотыми Арками, которые образовывали букву М, если смотреть под углом.
В 1954 году братья Макдональды стали партнёрами Рэя Крока. Франчайзер брал 1,9 процента от общего объёма продаж, из которых братья Макдональды получали 0,5 процента. Братья хотели, чтобы количество ресторанов было небольшим, что шло вразрез с целями Крока. И в конце концов Рэй выкупил их дело.
30 ноября 1984 года Эд Ренси, в то время президент Макдоналдс США, в отеле Grand Hyatt в Нью-Йорке торжественно подал Ричарду Макдональду, первому повару за грилем McDonald’s, 50-миллиардный гамбургер McDonald’s.

## Смерть и наследие
Морис Макдональд скончался от сердечного приступа в Риверсайде, штат Калифорния, 11 декабря 1971 года, в возрасте 69 лет. Он был похоронен на кладбище Desert Memorial Park в Катидрал-Сити, штат Калифорния.
Ричард Макдональд также умер от сердечного приступа в доме престарелых в Манчестере, штат Нью-Гэмпшир, 14 июля 1998 года в возрасте 89 лет, и был похоронен неподалеку на кладбище Mount Calvary Cemetery в своем родном городе Манчестере. Его жена Дороти умерла вскоре после этого.

## В кино
- 2016 «Основатель» — биографический фильм режиссёра Джона Ли Хэнкока о Рэе Кроке. Ричарда Макдональда играет Ник Офферман, а Мориса Макдоналда — Джон Кэрролл Линч[8].